# Comuna de Kiełczygłów
Kiełczygłów (polaco: Gmina Kiełczygłów) é uma gminy (comuna) na Polónia, na voivodia de Lodz e no condado de Pajęczański. A sede do condado é a cidade de Kiełczygłów.
De acordo com os censos de 2004, a comuna tem 4374 habitantes, com uma densidade 48,6 hab/km².

## Área
Estende-se por uma área de 90,01 km², incluindo:
- área agricola: 72%
- área florestal: 17%

## Demografia
Dados de 30 de Junho 2004:
|                      | Total   | Total | Mulheres | Mulheres | Homens  | Homens |
| -------------------- | ------- | ----- | -------- | -------- | ------- | ------ |
|                      | pessoas | %     | pessoas  | %        | pessoas | %      |
| População            | 4374    | 100   | 2182     | 49,9     | 2192    | 50,1   |
| Densidade (pop./km²) | 48,6    | 100   | 24,2     | 24,2     | 24,4    | 24,4   |

De acordo com dados de 2002, o rendimento médio per capita ascendia a 1182,34 zł.

## Subdivisões
- Brutus, Chorzew, Dąbrowa, Dryganek Duży, Glina Mała, Gumnisko, Huta, Kiełczygłów, Kiełczygłówek, Kolonia Chorzew, Obrów, Osina Mała, Skoczylasy, Studzienica.

## Comunas vizinhas
- Osjaków, Pajęczno, Rusiec, Rząśnia, Siemkowice